# Overlaet
De Overlaet is een woonwijk in Rosmalen, in de Nederlandse provincie Noord-Brabant, die eind jaren tachtig werd gebouwd in het noorden van Rosmalen. De wijk ligt ten noorden van de Herculesstraat en de Striensestraat. De wijk loopt over de gehele breedte van Rosmalen en is daarmee de grootste wijk van Rosmalen, al heeft de gemeente 's-Hertogenbosch de wijk wel gesplitst in De Overlaet West en De Overlaet Oost. In de wijk is een oude motte te vinden. De motte van het Huis Altena in het Land van Heusden en Altena en de Rosmalense terp zijn de enige overgebleven niet-afgegraven mottes binnen de grenzen van het huidige Noord-Brabant. De monumentale Hollandse linde op de terp is een Rosmalens symbool en staat in die hoedanigheid afgebeeld op verschillende logo's.
Op de plek waar nu de boom staat, was tussen 1485 en 1572 klooster Annenborch gevestigd. Voorafgaand aan de bouw van de wijk is er in 1986 archeologisch onderzoek gedaan rond de terp.
Door de wijk lopen van west naar oost twee fietspaden, het Westerpad en het Oosterpad. De fietspaden zijn aangelegd voor een betere ontsluiting van de wijk in de richting van het centrum van Rosmalen, maar ook in de richting van 's-Hertogenbosch.
Ten noorden van de fietspaden hebben veel straten namen die eindigen op '-borch', zoals Benedictijnenborch. Dat deel van de wijk heeft dan ook als bijnaam De Borchen.
De wijk kent een aantal subwijken. Ze zijn te herkennen aan de straatnamen. Zo zijn er bijvoorbeeld de rivierborchen, vogelborchen, visborchen, kloosterordeborchen, edelsteenborchen, de jagersbuurt en de planetenbuurt.